# Ceelbare (distrito)
Distrito de Ceelbare (somali:  Degmada Ceel-Barde), é um distrito da região sudoeste de Bakool, na Somália. Sua capital é El Barde.